# Pandanaceae

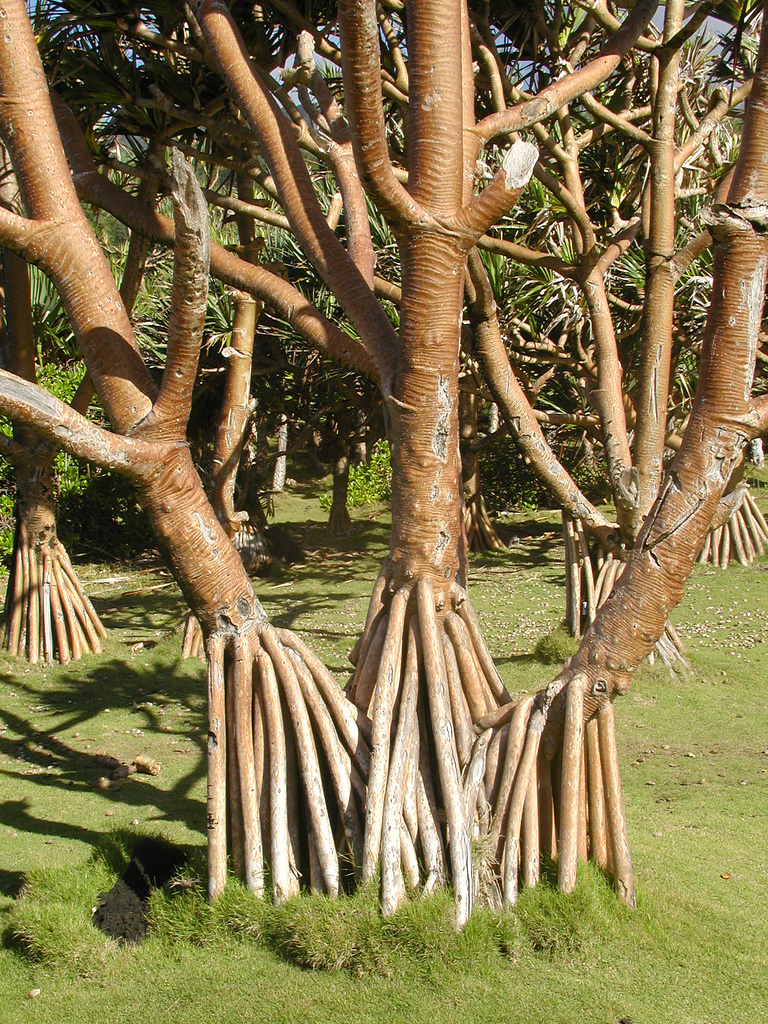
Pandanus. Nótese el tallo ramificado y las raíces.

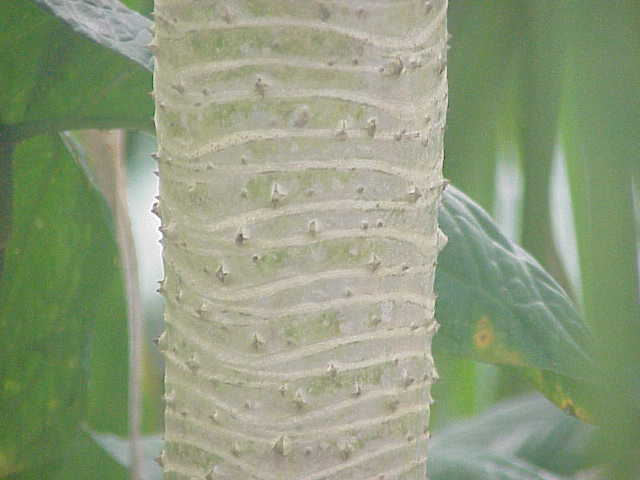
Tallo de Pandanus. Nótense las huellas de las hojas.

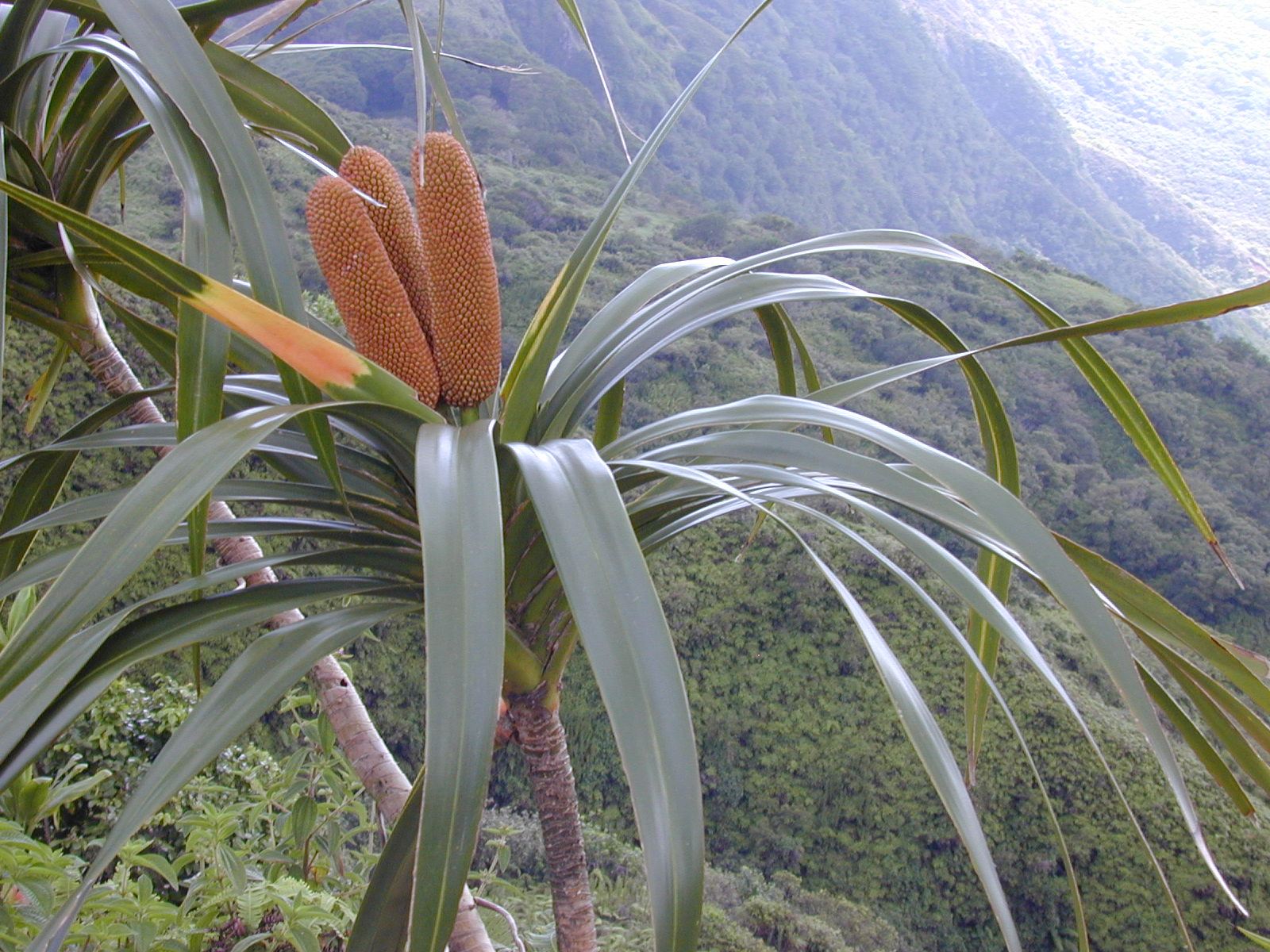
Follaje y frutos de Freycinetia.

Las pandanáceas (nombre científico Pandanaceae) son una familia de plantas monocotiledóneas leñosas de los trópicos del Viejo Mundo. Sus hojas son grandes, dentadas, y cuando están en la yema son aplanado-curvadas. La inflorescencia es terminal y usualmente elongada-capitada, y el perianto es como mucho vestigial. Esta familia es largamente reconocida, y también lo es por sistemas de clasificación modernos como el sistema de clasificación APG III (2009) y el APWeb (2001 en adelante).

## Descripción
Introducción teórica en Terminología descriptiva de las plantas
Hábito: Perennes, dioicos, leñosos, árboles, arbustos o viñas. Las raíces adventicias muchas veces son ramificadas. Los tallos son ramificados simpodialmente, con huellas de las hojas prominentes, rodeándolos.
Las hojas son acrocaulis, 3- o 4-clasificadas, pareciendo espirales porque el tallo se gira, envainadoras, simples, lineales a ensiformes, de venación paralela, el margen y la única vena primaria adaxial típicamente con "aguijones".
La inflorescencia es terminal, raramente adaxial, panícula o espiga o racimo o una pseudo-umbela de espigas o espádices que posee espatas por debajo.
Las flores son diminutas, usualmente unisexuales, muchas veces con pistilodios o estaminodios presentes, pediceladas, bracteadas, hipóginas.
El perianto es ausente u oscuro 3-4 lobado de estructura de copa.
Los estambres son numerosos, los filamentos carnosos.
El gineceo es sincarpo, con ovario súpero y 1-numerosos carpelos y lóculos. Óvulos anátropos, bitégmicos, 1-numerosos.
El fruto es una baya o una drupa, formando múltiples frutos en algunos taxones.
Ver Cox et al. (1995) y Stone et al. (1998) para más información de la familia.

## Ecología
Distribuidos del oeste de África al este de las islas del Pacífico.

## Taxonomía
Introducción teórica en Taxonomía
Véase también Filogenia
La familia fue reconocida por el APG III (2009), el Linear APG III (2009) le asignó el número de familia 51. La familia ya había sido reconocida por el APG II (2003).
La familia consiste en cuatro géneros, siendo Martellidendron descripto recién en el año 2003. La lista de géneros según el Royal Botanic Gardens, Kew (visitado en enero del 2009):
- Freycinetia Gaudich., Ann. Sci. Nat. (Paris) 3: 509 (1824).

Sri Lanka a Nansei-shoto y el Pacífico.
- Martellidendron (Pic.Serm.) Callm. & Chassot, Taxon 52: 755 (2003).

Seychelles, Madagascar.
- Pandanus Parkinson, J. Voy. South Seas: 46 (1773).

Viejo Mundo tropical y subtropical al Pacífico.
- Sararanga Hemsl., J. Linn. Soc., Bot. 30: 216 (1894).

Filipinas a Papuasia.
Sinónimo, según el APWeb: Freycinetiaceae Le Maout & Decaisne

## Importancia económica
Algunas plantas se utilizan como ornamentales.
Algunos pueblos indígenas los usan para techar chozas, para tejer, para fibra, o los frutos y tallos como alimento, como especias, y perfumes.